# Oladipo Diya
Donaldson Oladipo Diya (3 de abril de 1944 – 26 de março de 2023) foi um tenente-general no exército da Nigéria.
Como Chefe General de Estado-Maior, foi o vice-presidente da Nigéria de facto, durante a junta militar de Sani Abacha a partir de 1994 até quando foi preso, por traição, em 1997. Também ocupou o cargo de governador de Ogum de janeiro de 1984 a agosto de 1985.